# WTVM/WRBL-TV & WVRK-FM Tower
WTVM/WRBL-TV & WVRK-FM Tower, także WTVM TV Mast – wieża radiowo-telewizyjna mierząca 533 metry wysokości (459,3 m bez szpili), w latach 1962–1963 najwyższa konstrukcja na świecie. Znajduje się na przedmieściach miasta Cusseta w amerykańskim stanie Georgia i służy do nadawania sygnału dla lokalnych stacji telewizyjnych WTVM/WRBL-TV i radiostacji WVRK-FM.
Oryginalnie wieża znajdowała się w miejscowości Columbus w Georgii i miała 366 metrów wysokości, przy przenosinach do Cussety zyskała dodatkowe 167 m. W momencie postawienia na początku 1962 maszt został najwyższą konstrukcją na świecie, prześcigając KFVS TV Mast (511,1 m) w hrabstwie Cape Girardeau w stanie Missouri. Po szesnastu miesiącach w maju/czerwcu 1963 pojawiła się o metr wyższa konstrukcja – WIMZ-FM Tower (534,01 m) w pobliżu Knoxville w stanie Tennessee. W 2005 WTVM/WRBL-TV & WVRK-FM Tower przestała być najwyższym obiektem w Cussecie po tym, jak wzniesiono Cusseta Richland Towers Tower o wysokości 538 metrów.